# Renalia
Renalia é um gênero de plantas vasculares extintas do Devoniano Inferior (cerca de 420 até 390 milhões de anos atrás). Este gênero Foi descrito pela primeira vez em 1976 a partir de fósseis de compressão na Formação Battery Point (em Gaspé, no Québec, no Canadá),  esse gênero foi consistido de caules ramificados sem folhas, e os ramos laterais tinham esporângios (órgãos formadores de esporos) nas pontas. É considerado um gênero próximo das licófitas (Licopódios e parentes próximos).

## Descrição
A espécie Renalia hueberi foi descrita por Patricia G. Gensel no ano de 1976 a partir de fósseis comprimidos . Como acontece com todos os  fósseis de compressão, é difícil reconstruir a planta inteira, porém acredita-se que o esporófito tenha cerca de 30 centímetros de altura, com caules nus (eixos) de até 1,5 milímetros de largura. O caule principal tinha ramos laterais que se dividiam em dois ramos iguais (dicotomizados) várias vezes. Traqueídeos (células especializadas que servem ao propósito de transporte de água) estavam presentes nos caules. Os esporângios (órgãos formadores de esporos) arredondados a reniformes (forma parecida com um rim) nasceram nas pontas dos ramos laterais e se dividiam ao longo da margem distal em duas partes iguais. Os esporos eram triletes (vários esporos compartilhavam uma origem comum e estavam em contato uns com os outros).
Duas outras espécies, Renalia grabertii e Renalia major, foram descritas posteriormente por Schweitzer. Os esporângios são similarmente de forma reniforme, diferindo em seu posicionamento. Em Renalia major, eles são inseridos lateralmente no caule em pequenos talos, mas são muito curtos para serem chamados de ramos.

## Filogenia
A ausência de folhas, e a presença de tecido vascular, junto da posição terminal dos esporângios e a forma da ramificação dos caules (pseudomonopodial) sugerem uma relação filogenética com as Riniófitas, no entanto, a forma dos esporângios e a forma da sua deiscência sugerem uma relação filogéntica com as licófitas. Daí a posição do gênero no cladograma criado para os polisporangiófitos publicado por Crane et al. em 2004, onde Renalia é colocada sendo um gênero basal aos licófitos.
| Grupos basais | Cooksonia Cambrensis, Renalia, Sartilmania, Uskiella, Yunia |
|               | Cooksonia Cambrensis, Renalia, Sartilmania, Uskiella, Yunia |
|               | \| \| Lycopodiophyta \| \| \| \|                            |
|               |                                                             |
|               | Lycopodiophyta                                              |
|               |                                                             |